# Frunse-Straße (Kaliningrad)

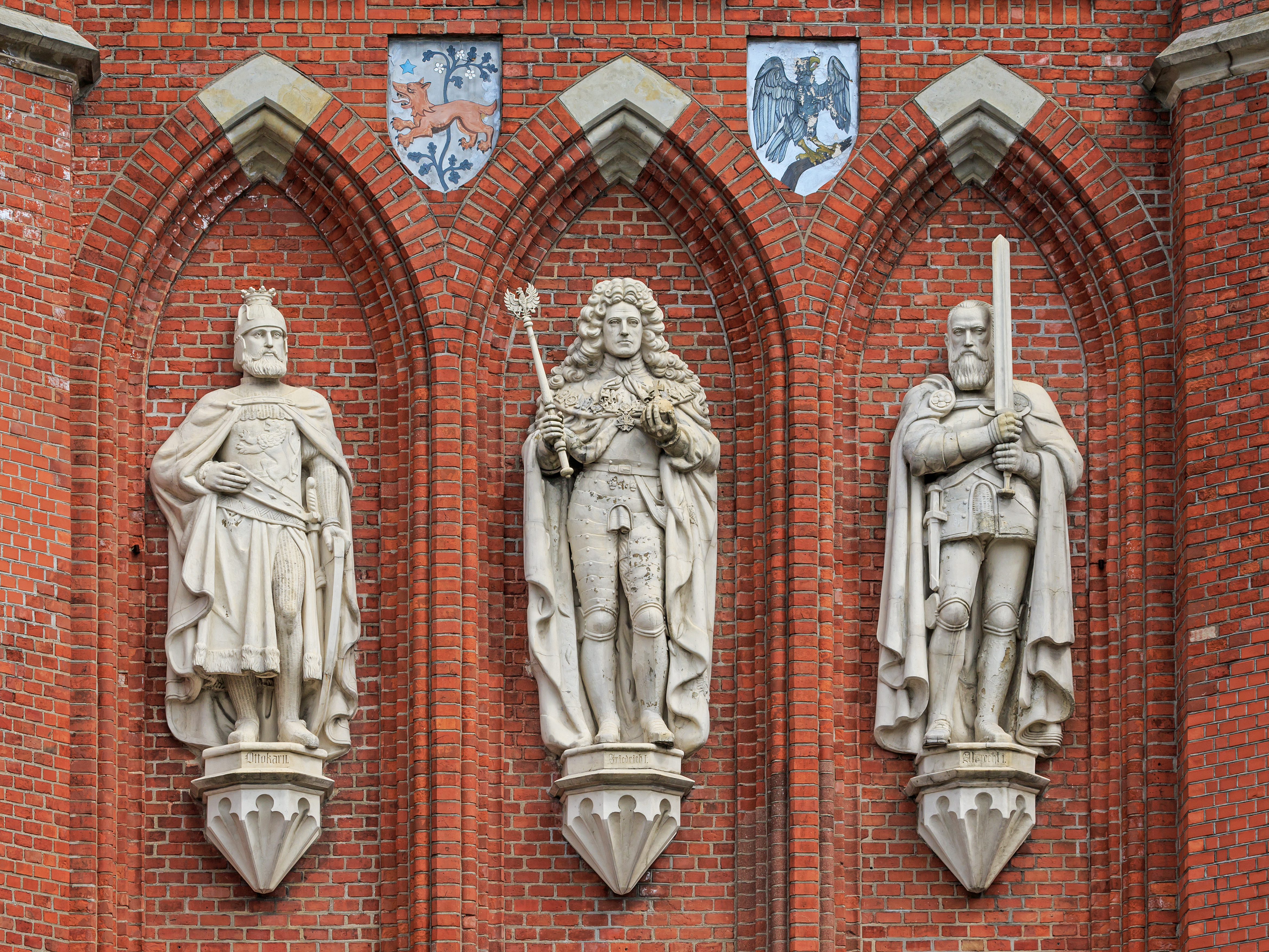
Das Königstor zeigt den Böhmenkönig Ottokar II., Namensgeber der Stadt, König Friedrich I., König in Preußen sowie Albrecht von Brandenburg-Ansbach, Gründer des Herzogtums Preußen und der Universität Albertina. (Bildhauer: Wilhelm Ludwig Stürmer)

Die Frunse-Straße (russisch Улица Фрунзе/uliza frunse) ist eine zentrale Straße in Kaliningrad, Russland.

## Geschichte
Bis 1946 war es die Königsberger Königsstraße im Königsberger Stadtteil Neue Sorge (Königsberg), die zum Königstor führte. In der Nachkriegszeit wurde die Straße nach Michail Wassiljewitsch Frunse umbenannt.

## Verlauf und Querstraßen
Die Königstraße führte vom Königstor in Richtung Westen zum Roßgärter Markt.

## Bebauung

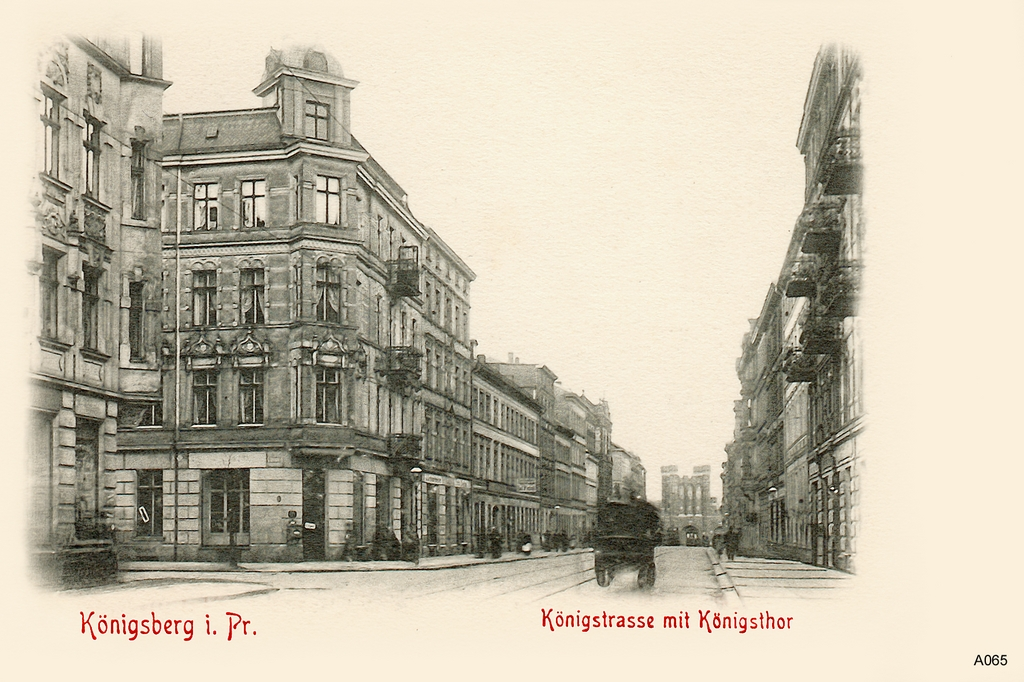
Königsstraße mit Königstor

### Vergangenheit
- An der Königsstraße Nr. 26 (Dönhoffsche Haus) wohnte der Kommandeur der Ersten Division.
- An der Königstraße 28–31 befand sich das Landeshaus, der Verwaltungssitz der Regierung für die Provinz Ostpreußen. Das Grundstück gehörte einst der Familie Dönhoff. Das dreigeschossige Gebäude wurde im Jahre 1878 nach Entwürfen des Regierungsarchitekten Krah erbaut und anschließend dreimal ausgebaut. Es zeigte Fresken von Otto Brausewetter und Ludwig Noster.[1]
- An der Königsstraße befand sich die 1733–1736 nach Plänen von Joachim Ludwig Schultheiß von Unfriedt erbaute Französisch-reformierte Kirche. Auf der gegenüberliegenden Seite der Straße befand sich die Kunstakademie Königsberg.[2] In der Nähe des Kunstakademie befand sich ein Obelisk zu Ehren von Theodor von Schön. Auch befand sich entlang der Königstraße die Friedenskirche.
- Königsstraße 54: Die Häuser Königsstraße 54 bis 56 wurden fast gleichzeitig um 1700 erbaut und bildeten laut Mühlpfordt „die beste Baugruppe Königsbergs“[3] bzw. waren laut Dehio „eine der besten Baugruppen der Stadt“.[4] Die Häusergruppe war Sitz des Landratsamtes für den Landkreis Königsberg.
- Königsstraße 55 (Dasselsches Haus): Das Haus wurde von Graf Eulenberg erbaut. Über der Durchfahrt befand sich früher ein Saal mit Wandmalereien. Die aufwändigen Stuckreliefs der Kamine wurden beim Umbau 1933 jedoch vernichtet. Das Haus verfügte über eine breit ausladende, einarmige Treppe, die an „altgermanische Ornamentik“[5] erinnerte. Die Treppe in „prachtvoller Schnitzerei“[3] zeigte einen Schützen mit Bogen auf der Hirschjagd zusammen mit vielen Hunden im Rankenwerk. Von den „reich geschnitzten“[4] Treppen blieb nur die östliche im Original erhalten. Bei Umbauarbeiten 1936 hatte Paul Kimritz das Treppengeländer nach Hinweisen des Königsberger Museumsdirektors Edouard Anderson ergänzt und einen Elch neu hinzugefügt.[3] Besonders gestaltet waren die Geländer und Pfosten der Dielentreppe des Hauses Königsstraße 55. Das Dasselsche Haus an der Königsstraße Nr. 55 wurde 1936 in eine Sparkasse umgewandelt.[6]
- Königsstraße 56: Das Gebäude verfügte über eine Mitteldurchfahrt unter dem Balkon und hatte eine doppelarmige Treppe. Das „sehr schöne“[3] Treppengeländer und die Pfosten zeigten „gutgeschnitztes“[3] Rankenwerk mit Amoretten, Trauben, Adler sowie Löwen.[3][4]
- Königsstraße 65–67 (Königshaus): In den Jahren 1730 bis 1732 erwarb Friedrich Wilhelm I. das Gebäude Königsstraße 65 bis 67 für den persönlichen Gebrauch von der Witwe des Kanzlers Ludwig von Ostau (1663–1727). Das Gebäude war als das Königshaus bekannt und wies aufwändige Stuckdecken auf.[3][4] König Friedrich II. begründete eine Militärschule im Königshaus im Jahre 1741, das im Hause bis 1799 verblieb. Von 1810 bis 1901 befand sich im Gebäude die Königliche Universitätsbibliothek, bevor diese nach Tragheim umzog. Danach beherbergte es eine Sammlung von Gipsabgüssen von Antiquitäten[7] der historischen Altertumsgesellschaft Preußen.[8]
- In der Königsstraße Nr. 79 wohnte der Kanzler Karl Gustav von Goßler.

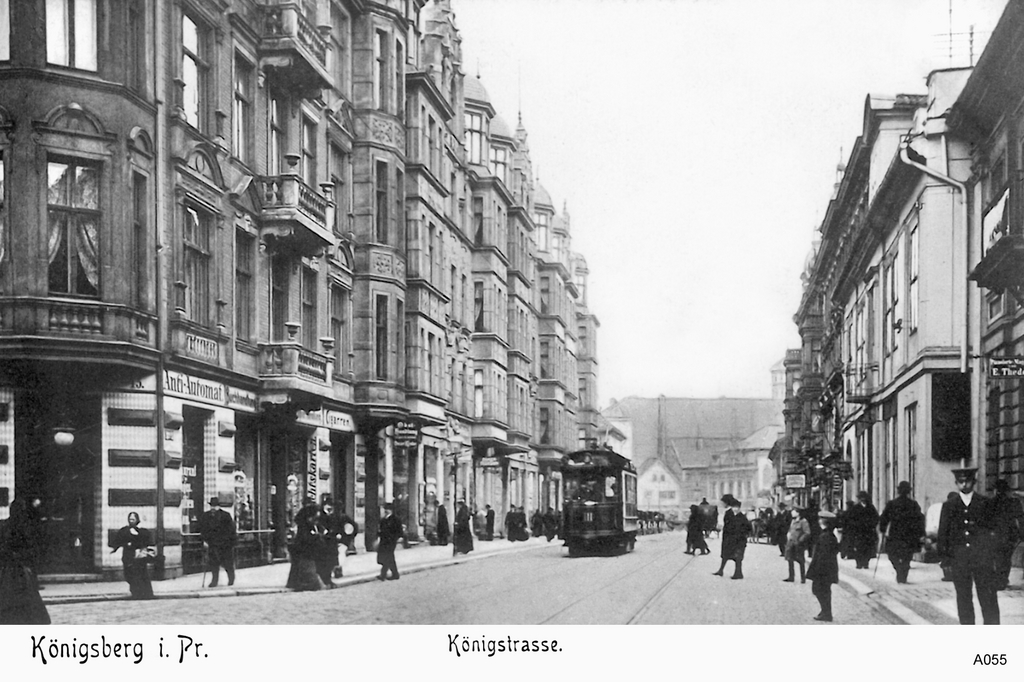
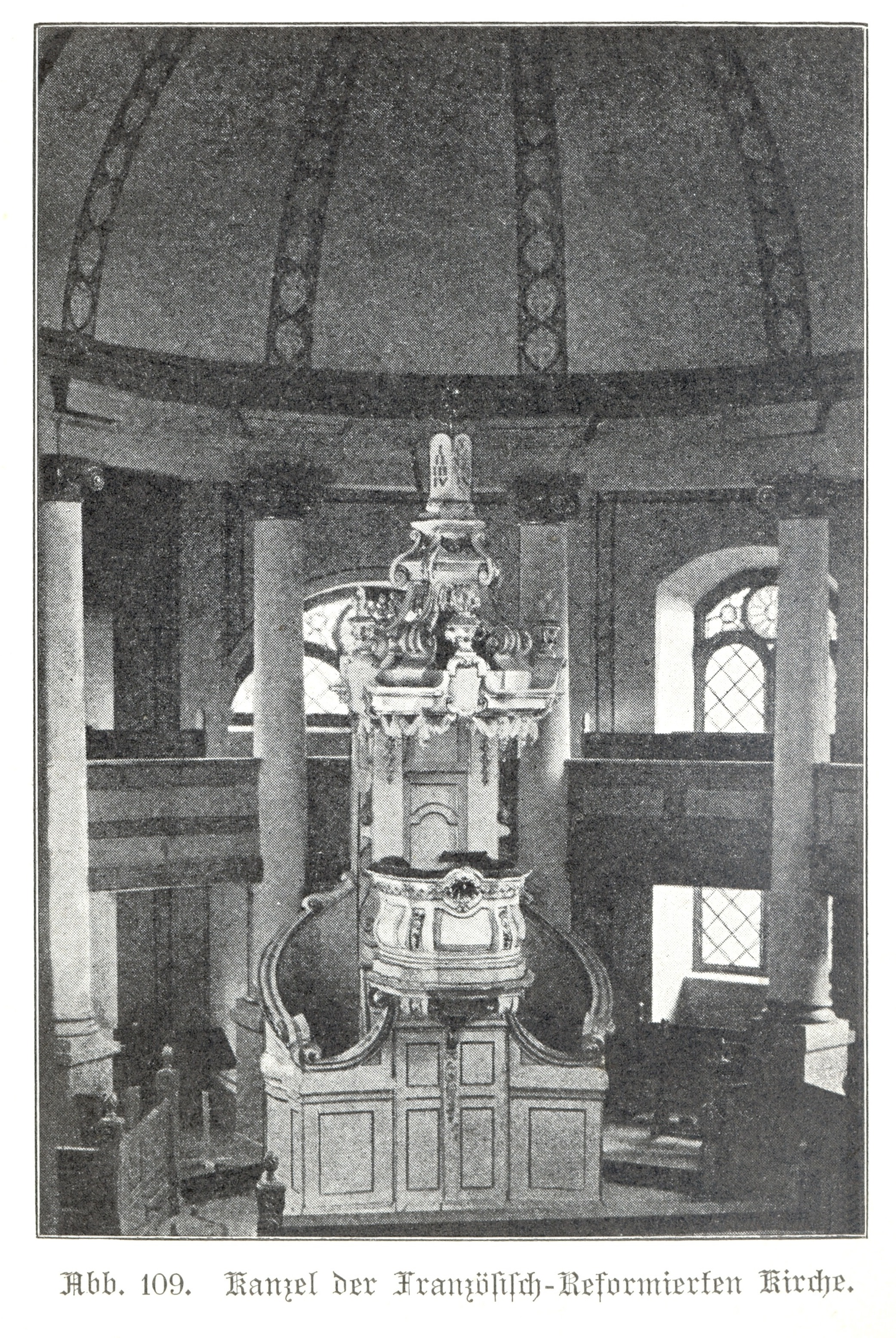
Französisch-reformierte Kirche, Kanzel
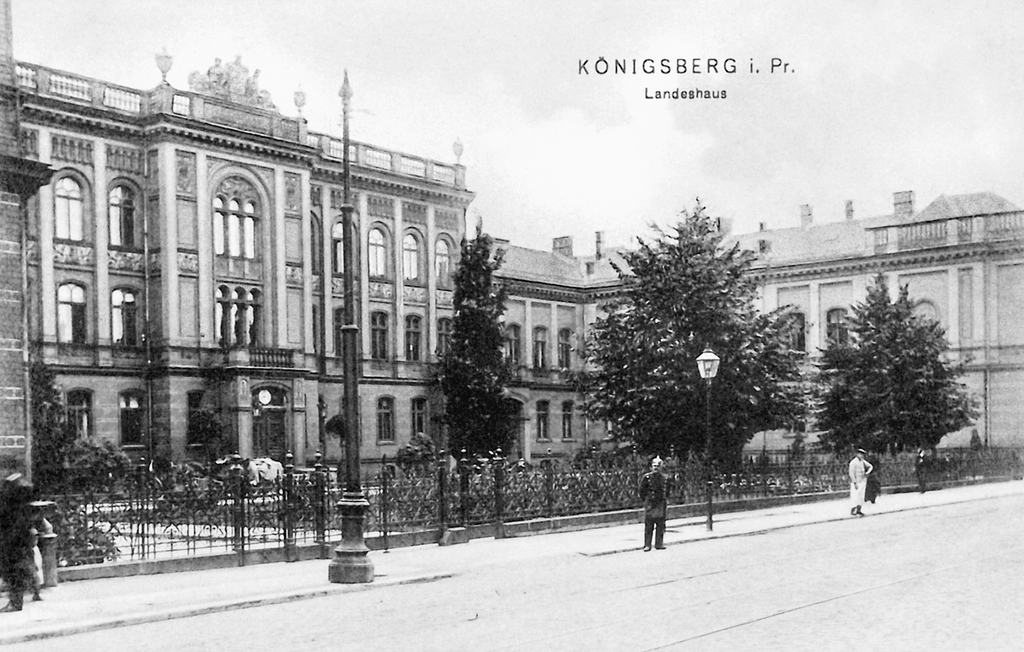
Das Landeshaus, Sitz der Provinz Ostpreußen
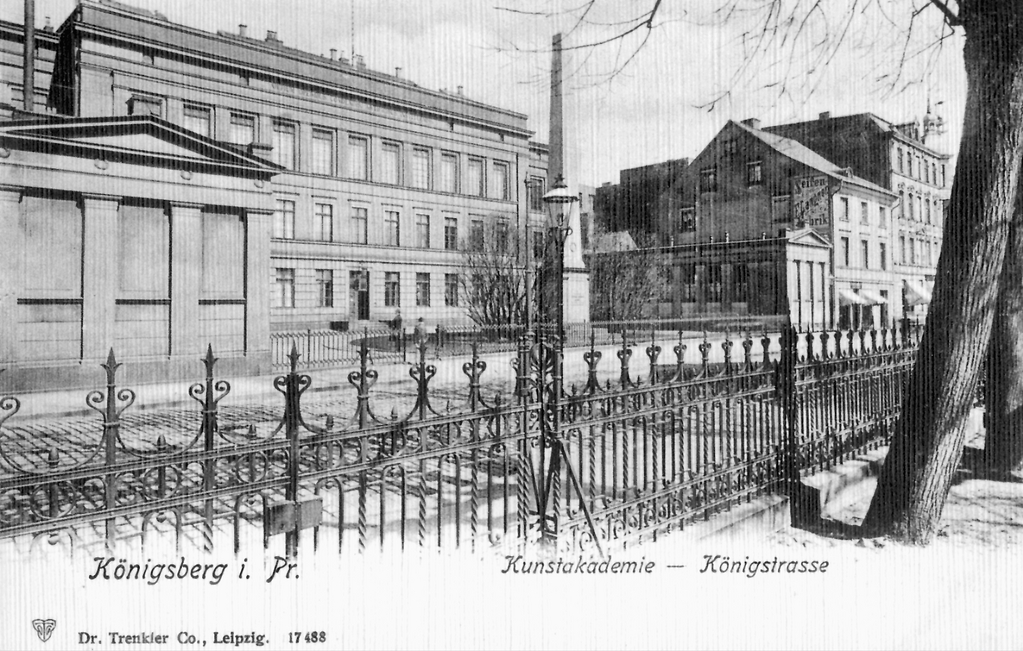
Kunstakademie auf der Königsstraße
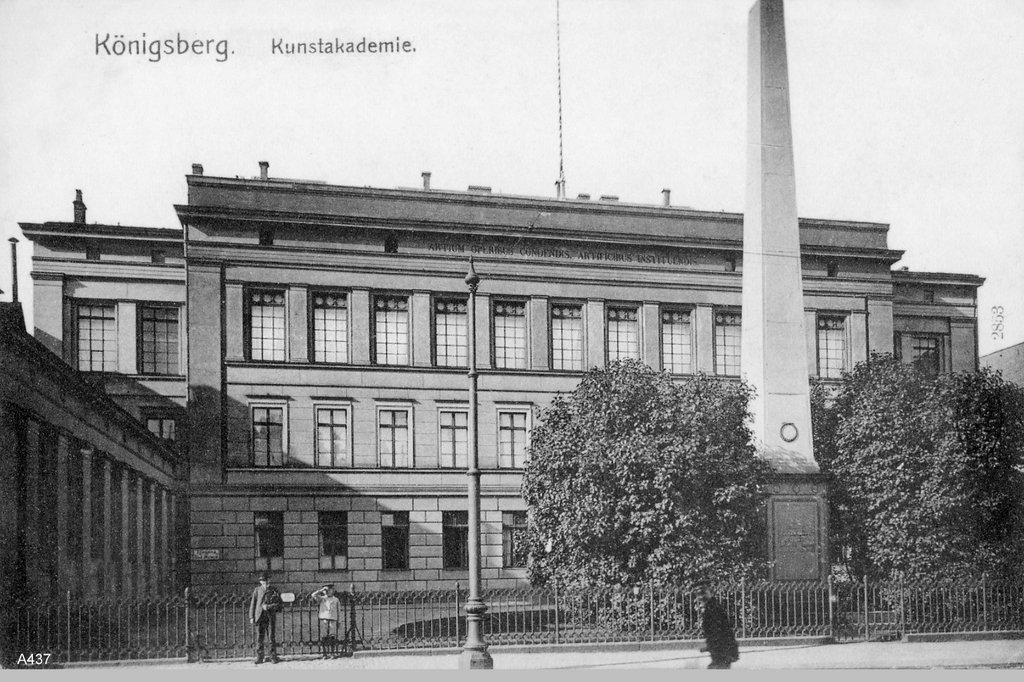
Die Kunstakademie in Königsberg

### Gegenwart
Die südliche Straßenseite wurde mit einheitlichen Betonhochhäusern ausgestattet. Im östlichen Teil der Straße befinden sich erhaltene Wohnhäuser aus der Vorkriegszeit. Im Allgemeinen ist die Königsstraße wie andere ähnliche Straßen der Stadt auf rund 60 m verbreitert worden, nur in Höhe des Intendaturgebäudes ist die alte Breite von knapp 14 m erhalten geblieben. Erhalten haben sich zwei Wohnhäuser:

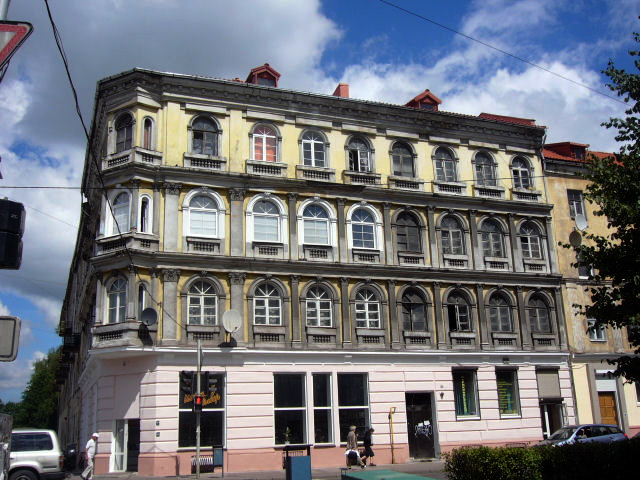
Eckhaus Königsstraße Nr. 85 – ul. Frunse 85

Eckhaus Königsstraße Nr. 85, heute ul. Frunse 85
Das Eckhaus befindet sich an der früheren Königsberger Königsstraße Nr. 85 – ul. Frunse 85 in Kaliningrad. Das Gebäude wurde um 1890 im Rundbogenstil erbaut.

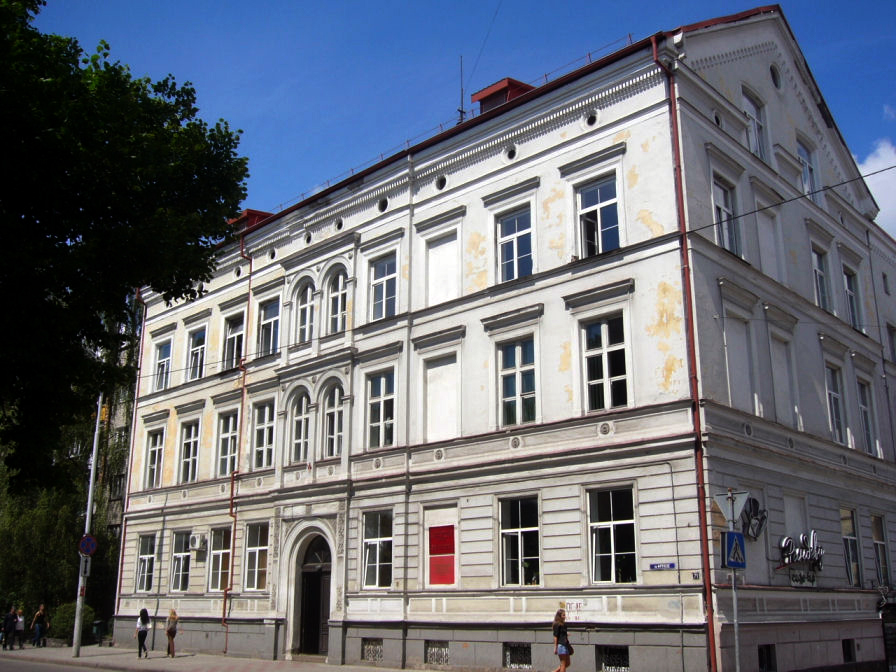
Gebäude, Königsstraße 80 heute ul. Frunse 71

Königsstraße 80, heute ul. Frunse 71
Das Gebäude befindet sich an der früheren Königsberger Königsstraße 80 heute ul. Frunse 71 in Kaliningrad. Das Gebäude wurde um 1870/80 im Stil des Spätklassizismus erbaut. Das dreigeschossige Wohnhaus war mit einfachen, aber doch gutbürgerlichen Wohnungen ausgestattet.
Wohnhäuser Königseck
Die Gebäude an der Königsstraße 73–75, heute ul. Frunse 53–57 (Kreuz Apotheke) auch bekannt als „Wohnhäuser Königseck“ wurden von 1900 bis 1905 im Jugendstil erbaut. Die im Krieg unzerstörten Gebäude waren gleich nach dem Krieg wieder bewohnt. Anfang der 1990er Jahre sollte das Haus saniert werden, wofür das Gebäude geräumt wurde. Die Sanierung unterblieb, das Haus verfiel.

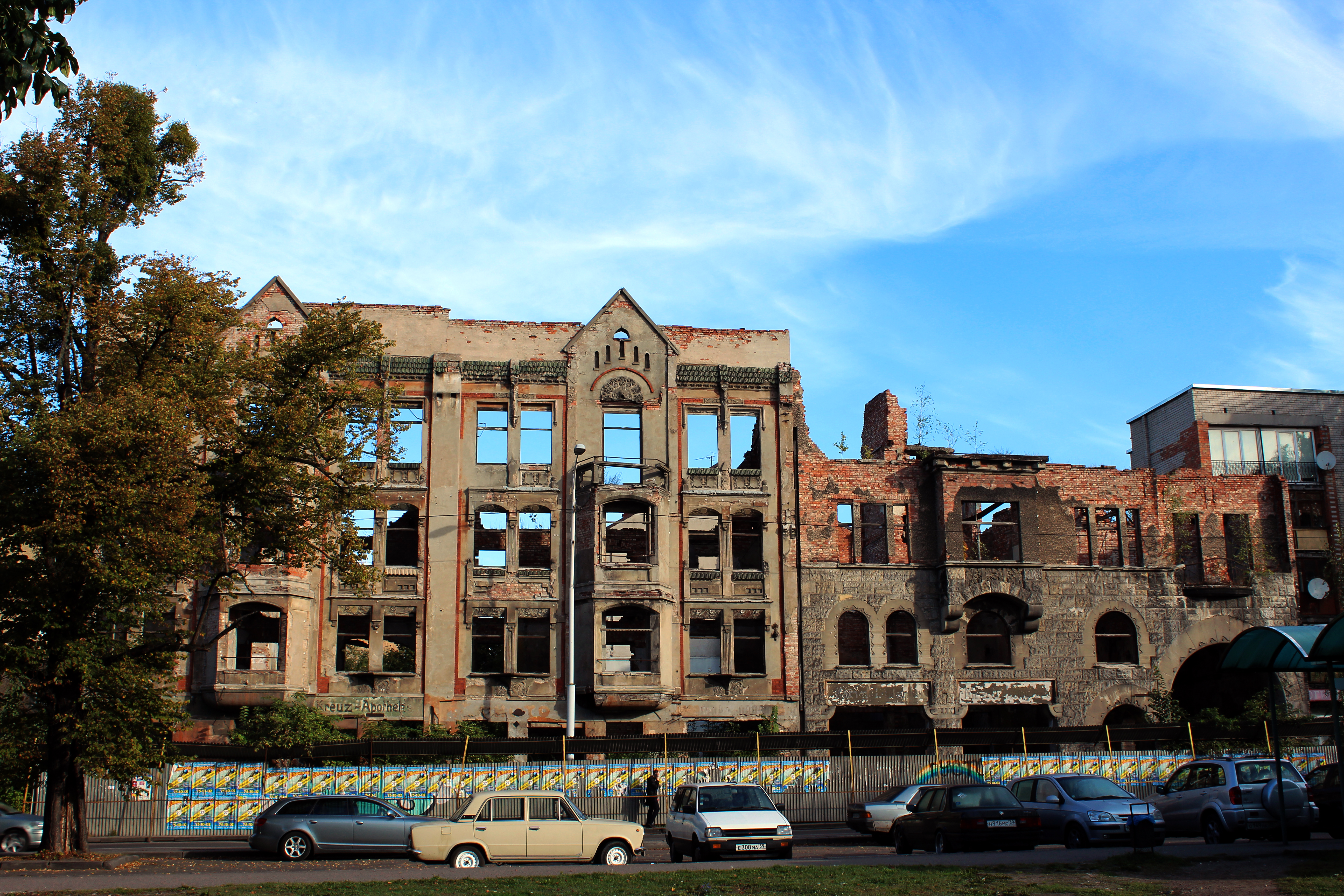
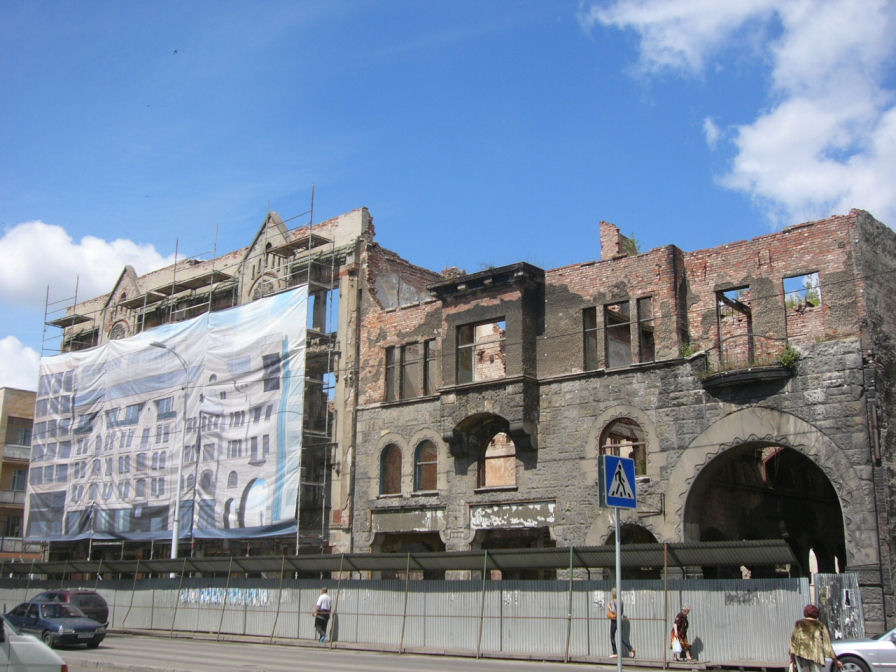
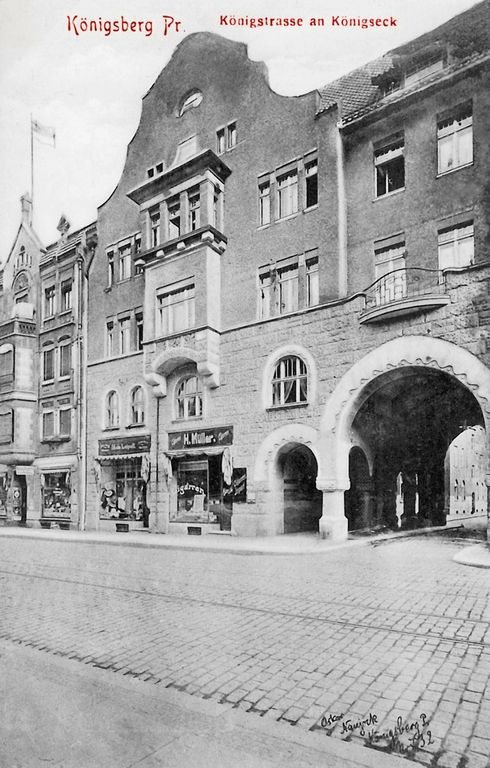
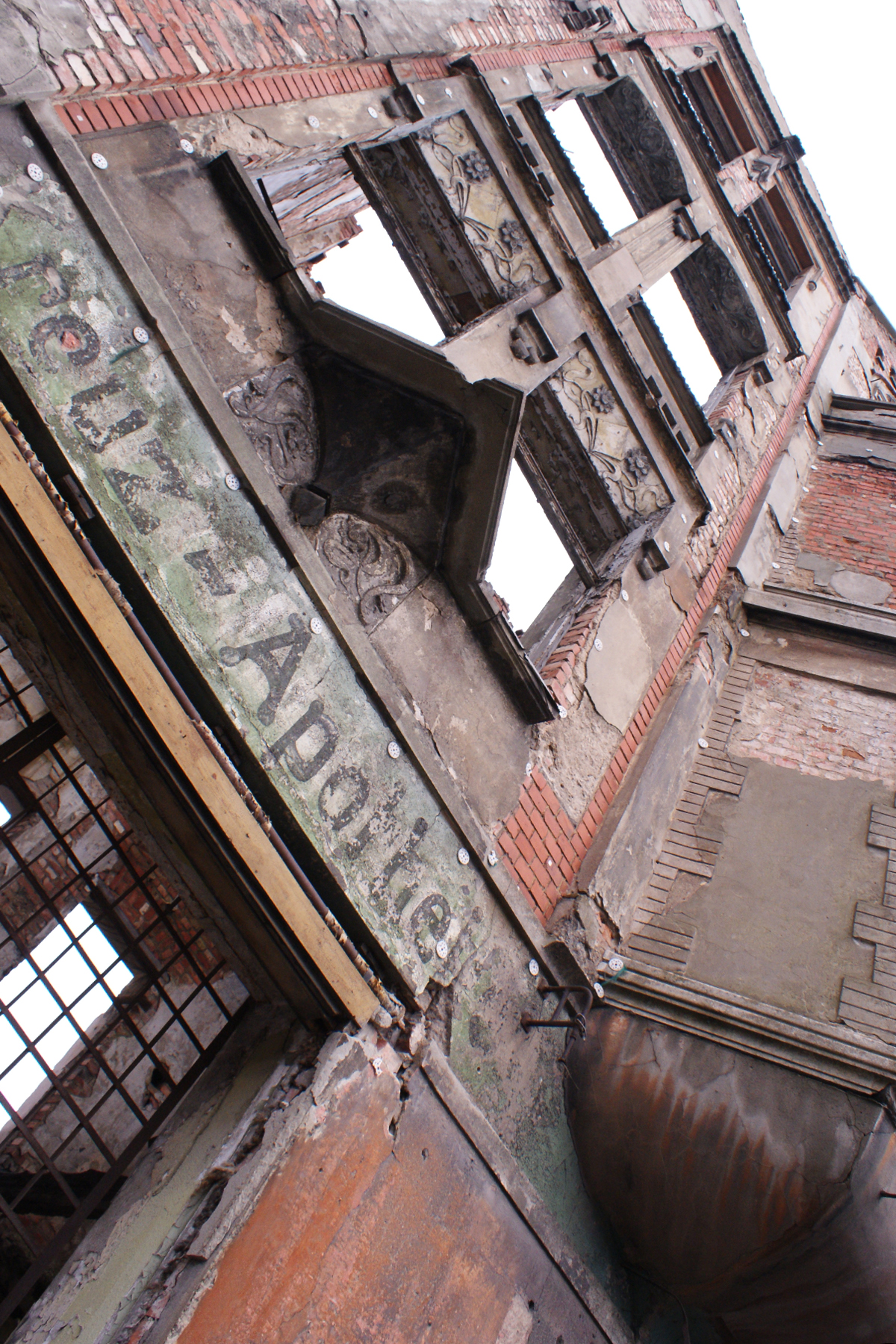
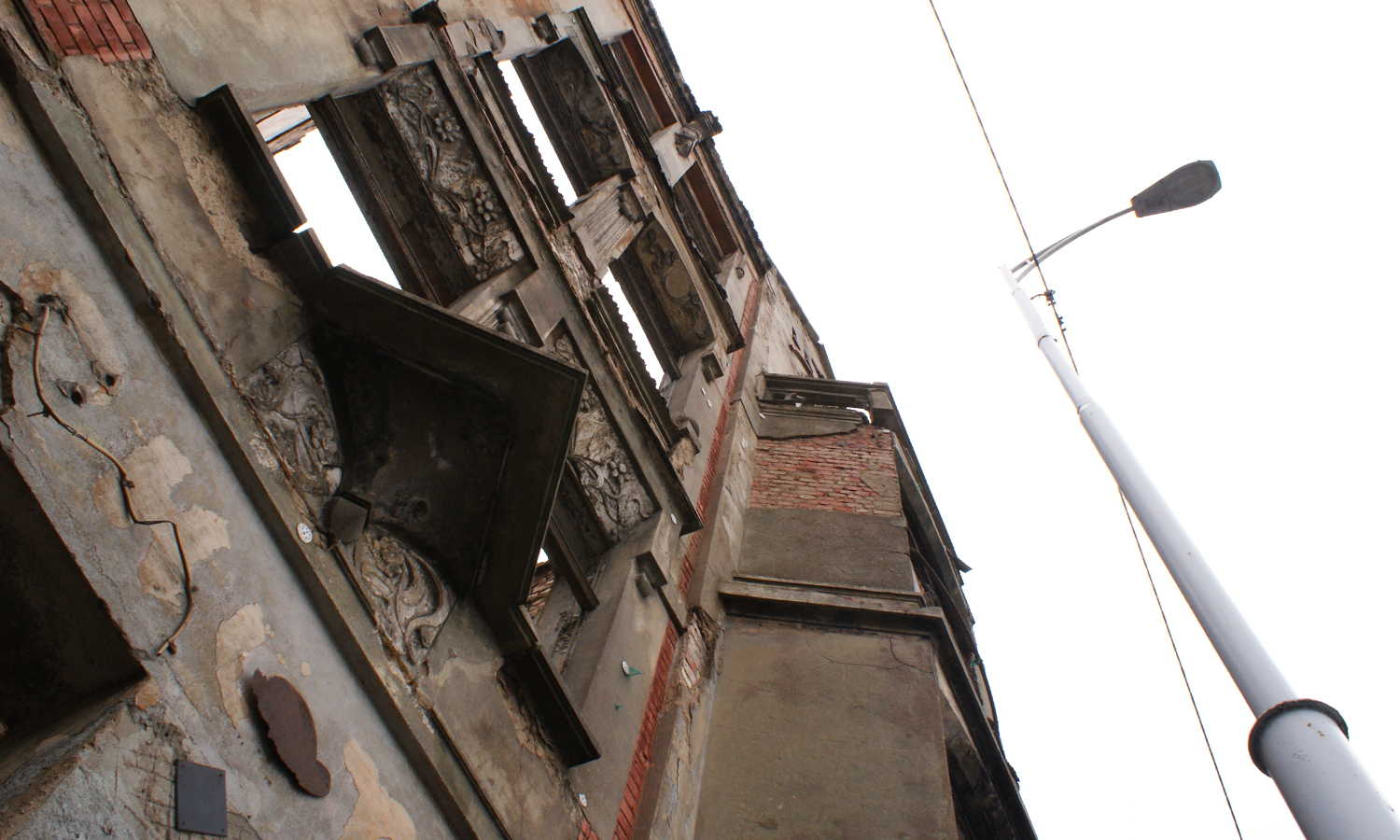
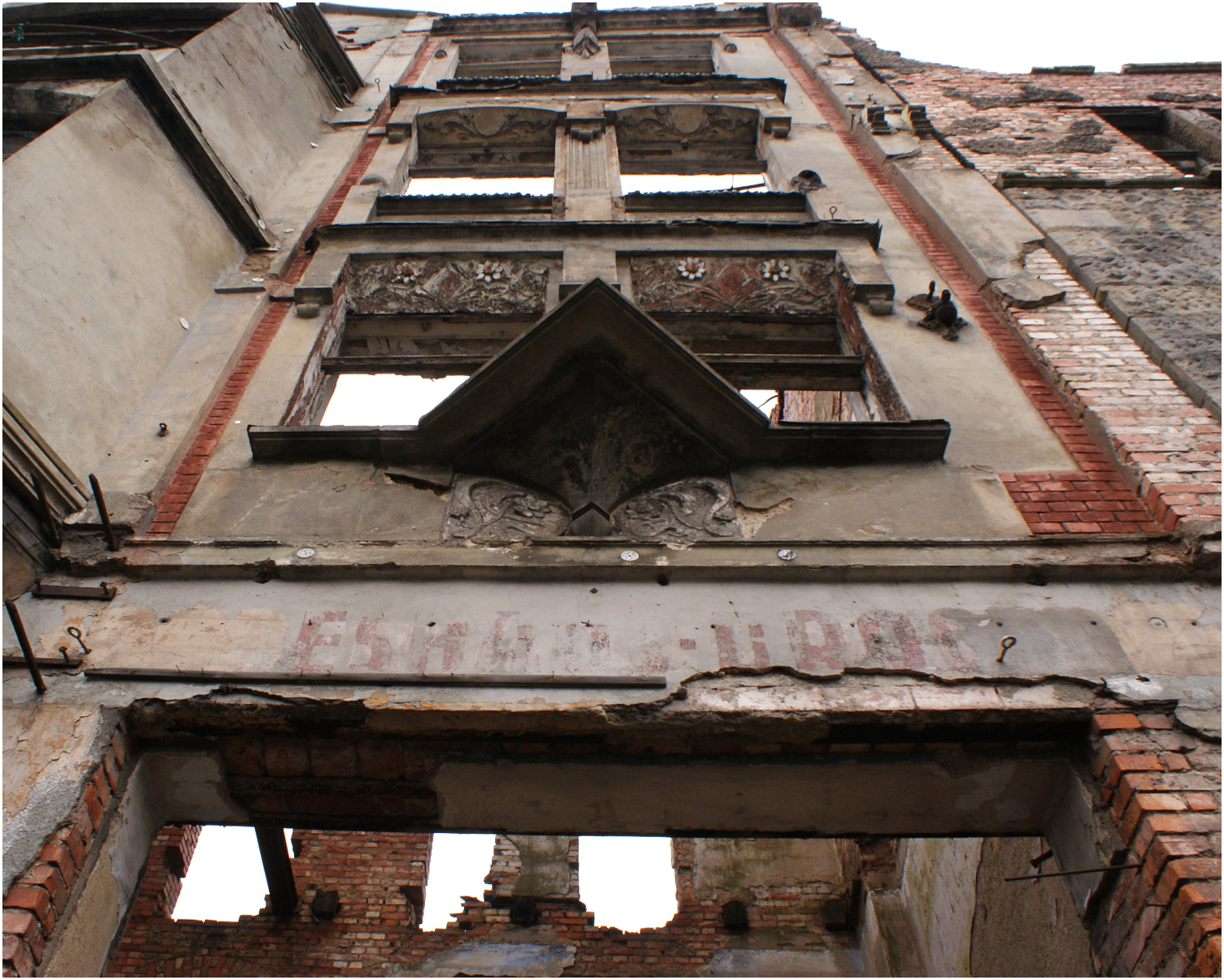